# 奧列克西伊夫卡 (米科拉伊夫卡區)
47°36′44″N 30°34′23″E / 47.61222°N 30.57306°E
阿列克西伊夫卡（烏克蘭語：Олексіївка）是位於烏克蘭西南部的村莊，由敖德萨州贝雷济夫卡区的米科萊夫卡市鎮負責管轄。該村始建於1918年，面積2.16平方公里，海拔高度64米，2001年人口522，人口密度每平方公里241.67人。